# Niederhasli
Niederhasli (toponimo tedesco) è un comune svizzero di 9 195 abitanti del Canton Zurigo, nel distretto di Dielsdorf.

## Storia
Dal suo territorio nel 1840 è stata scorporata la località di Niederglatt, divenuta comune autonomo.

## Monumenti e luoghi d'interesse

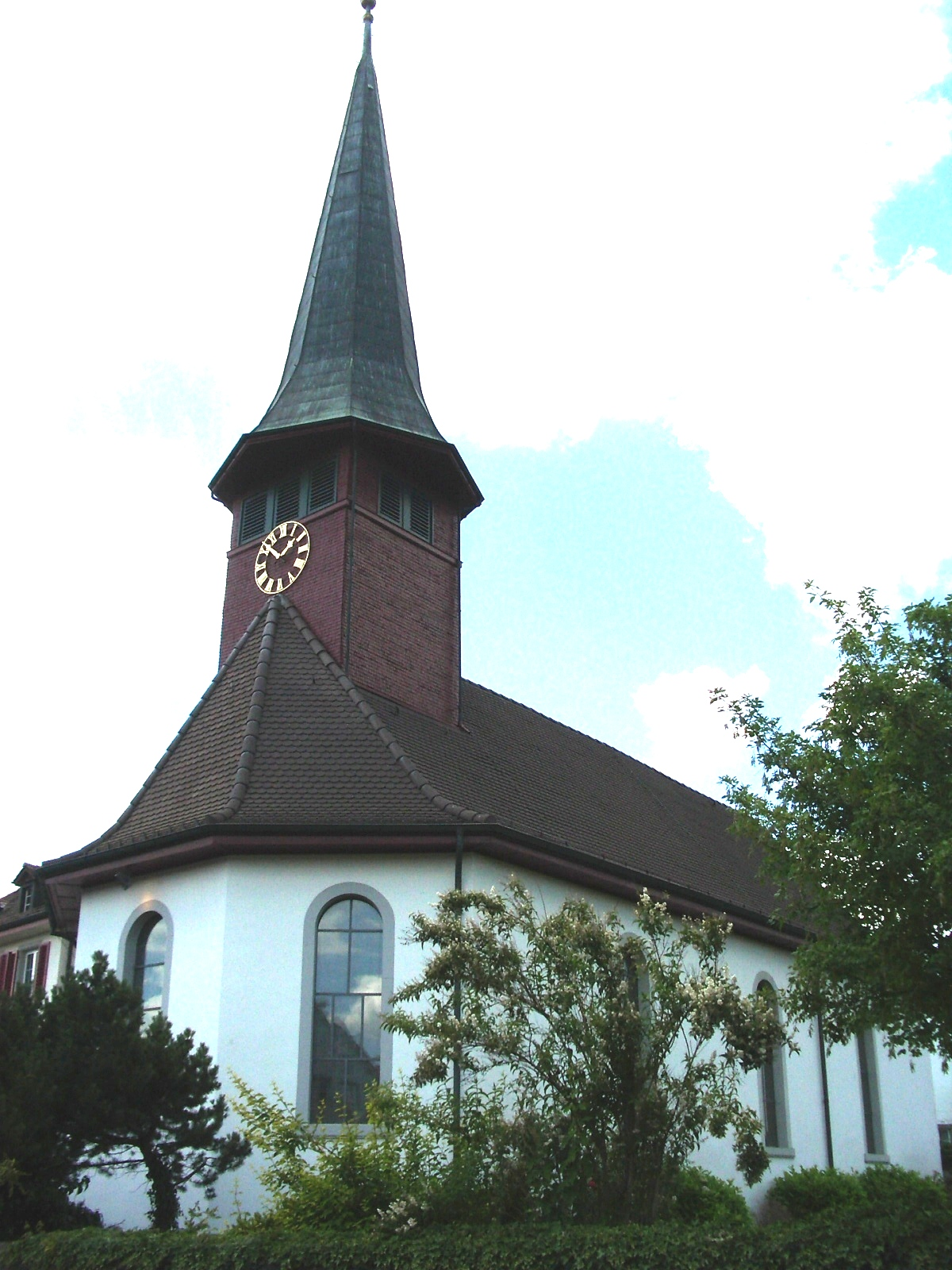
La chiesa riformata

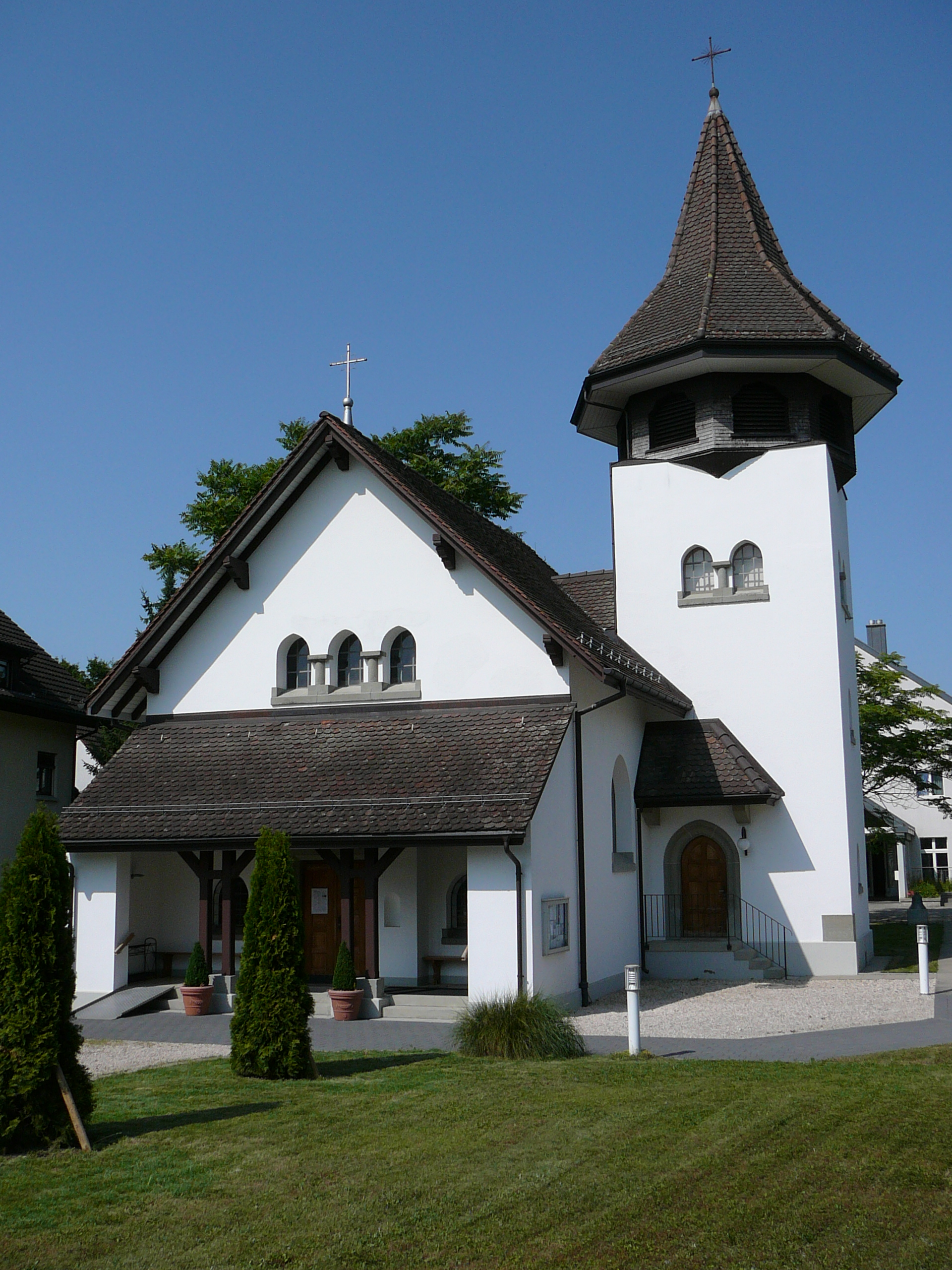
La chiesa cattolica di San Cristoforo

- Chiesa riformata, eretta nel 1462-1469 e ricostruita nel 1703[1];
- Chiesa cattolica di San Cristoforo, eretta nel 1925[1].

## Società

### Evoluzione demografica
L'evoluzione demografica è riportata nella seguente tabella:
Abitanti censiti

## Infrastrutture e trasporti

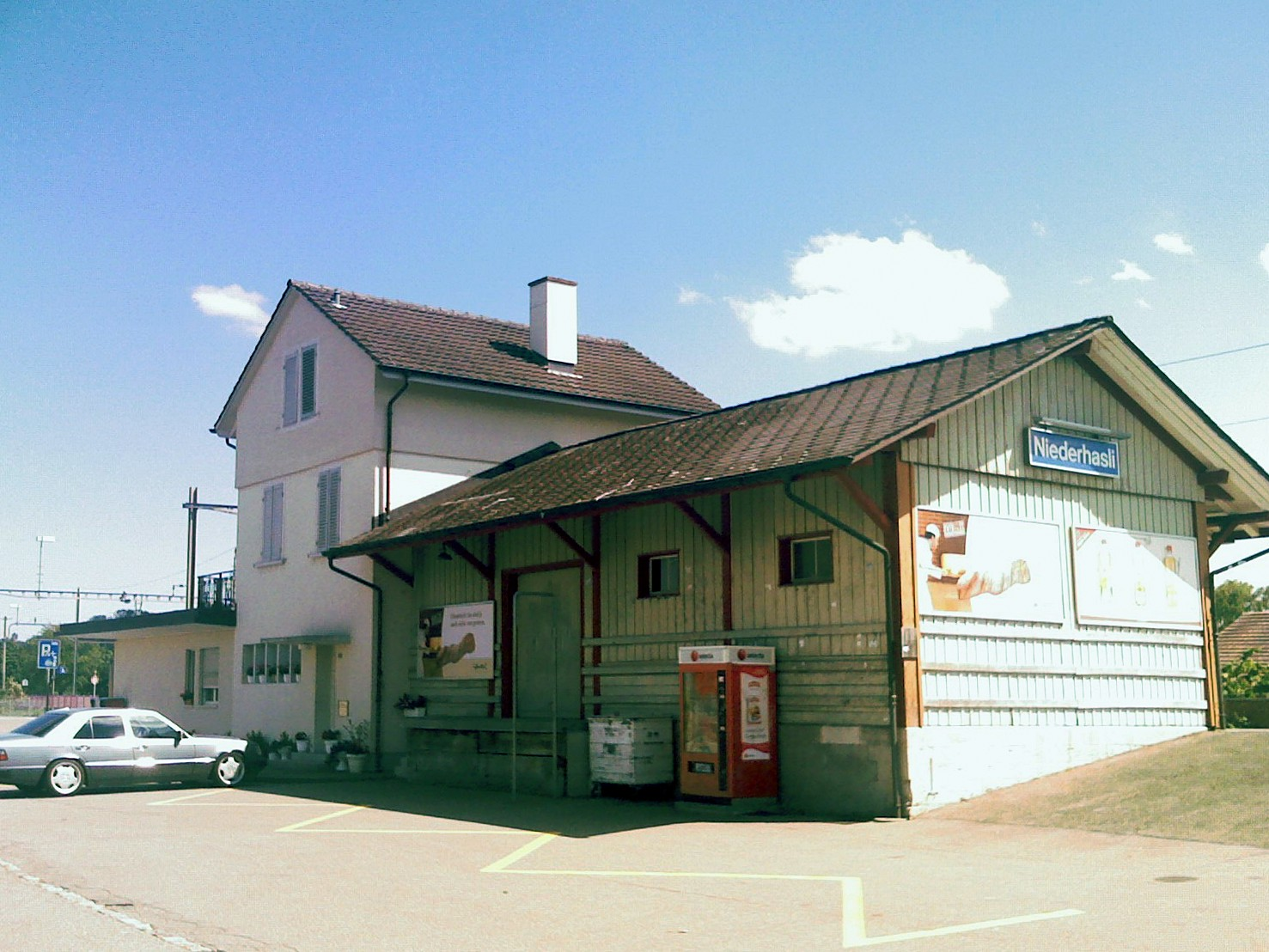
La stazione di Niederhasli

Niederhasli è servito dall'omonima stazione sulla ferrovia Oberglatt-Niederweningen.

## Amministrazione
Ogni famiglia originaria del luogo fa parte del cosiddetto comune patriziale e ha la responsabilità della manutenzione di ogni bene ricadente all'interno dei confini del comune.

## Sport
A Niederhasli sorge l'impianto sportivo GC/Campus.